# Das blaue Meer und Du (Film)
Das blaue Meer und Du ist eine deutsche Filmkomödie aus dem Jahr 1959, die gleichfalls dem Genre Schlagerfilm zugehörig ist. Der Film ist ein typisches Beispiel für die deutsche Musikkomödie der späten 1950er- und frühen 1960er-Jahre und entstand unter der Regie von Thomas Engel.

## Handlung
Direktor Heidebrink kann nicht verhindern, dass seine Tochter Helga mit ihrer französischen Freundin Suzy an die Adria trampt. Darum schickt er seinen Angestellten Fred Bürkner inkognito hinterher. Dieser freundet sich jedoch mit den Mädchen an, und als auch noch der merkwürdige Christopher Greenwood hinzukommt, ist das Quartett perfekt.

## Produktion
Der an der kroatischen Adriaküste sowie unter anderem auch im bosnischen Mostar gedrehte Film erlebte am 15. Oktober 1959 in Duisburger Europa-Palast seine Premiere.
- Fred Bertelmann – „Das blaue Meer und Du“ (4× im Film gesungen)
- Fred Bertelmann – „Addio“ (3×)
- Chris Howland – „O yes, okay, allright“ (2×)
- Nilsen Brothers – „Linda, oh, Linda“ (1×)
- Fred Bertelmann und Chris Howland – „Der Dumme im Leben ist immer der Mann“ (1×)

## Kritiken
- Schnulze. (TV Spielfilm)
- Mit Schlagermusik und hübschen Bildern aus Jugoslawien verpackte Schnulze. Zwei sorglose Mädchen trampen an die Adria, ohne zu wissen, daß ihr hartnäckiger Verfolger in väterlichem Auftrag handelt. (Filmdienst)
- Unbeschwerte Filmfahrt ins Blaue (Filmblätter)